# Ральф Айнесон
Ральф Майкл Айнесон (англ. Ralph Michael Ineson; нар. 15 грудня 1969) — британський актор. Він грав Кріса Фінча в серіалі каналу BBC «Офіс».

## Життєпис
Айнесон народився в Лідсі (Вест-Йоркшир). Він навчався в школі Вудлі, Північному Йоркширі, і в школі Поклінгтон. У ранніх 1990-х, після вивчання театрального мистецтва у Ланкастерському університеті, він був вчителем у коледжі Йорка, де він також був тренером з крикету.

## Кар'єра

### Телебачення
Він грав Френка Монка в епізоді «Рани» сьомого сезону серіалу «Воскрешаючи мертвих». У Айнесона була невелика роль в четвертому епізоді першого сезону драматичного серіалу BBC «Це життя». Грав Дагмера Щербатого у другому сезоні серіалу HBO «Гра престолів». Він також грав Кріса Фінча в серіалі каналу BBC «Офіс».
У мінісеріалі 2012 року каналу ITV «Титанік» він зіграв Стюарда Харта.
У 2019 грав в серіалі Чорнобиль. Його роль — Микола Тараканов, командир чорнобильських ліквідаторів.

### Кіно
Його голлівудські фільми включають «Першого лицаря», «З пекла», «Секс, наркотики і рок-н-рол» і невелику роль у фільмі «Проклятий „Юнайтед“».
Айнесон грав Амікуса Керроу, пожирача смерті, в «Гаррі Поттера і Напівкровному принці», «Гаррі Поттері і Смертельні реліквії: Частина 1» і «Частина 2».
У 2014 році, він з'явився у фільмі студії Marvel Studios «Вартові Галактики». У 2015 році, у нього була невелика роль у шпигунському фільмі «Kingsman: Секретна служба», де він грав поліцейського, що допитував Еггсі.

### Озвучення
Айнесон використовує свій характерний йоркширський акцент в різних закадрових перекладах.
ТВ-реклами, які використовували його голос, включають: lastminute.com, автомобілі Dacia і Wickes. Айнесон дав свій голос і образ сумно відомому пірату Чарльзу Вейну у грі Assassin's Creed IV Black Flag.

## Фільмографія

### Фільми
| Рік  |    | Українська назва                              | Оригінальна назва                             | Роль                    |
| ---- | -- | --------------------------------------------- | --------------------------------------------- | ----------------------- |
| 1994 | кф |                                               | Syrup                                         | скінхед                 |
| 1994 | ф  | Шопінг                                        | Shopping                                      | Дікс                    |
| 1995 | ф  | Перший лицар                                  | First Knight                                  | Ральф                   |
| 1997 | ф  |                                               | Shooting Fish                                 | Містер Рей              |
| 2001 | ф  | Із пекла                                      | From Hell                                     | Горді                   |
| 2001 | ф  |                                               | South West 9                                  | Ліам                    |
| 2007 | ф  |                                               | Shoot on Sight                                | Марбер                  |
| 2007 | ф  |                                               | Cass                                          | Сержант Маллінз         |
| 2008 | ф  |                                               | Is Anybody There?                             | Містер Келлі            |
| 2009 | ф  | Проклятий Юнайтед                             | The Damned United                             | репортер                |
| 2009 | кф |                                               | Suicide Man                                   | DJ (голос)              |
| 2009 | ф  | Гаррі Поттер і Напівкровний Принц             | Harry Potter and the Half-Blood Prince        | Емікус Керроу           |
| 2010 | ф  |                                               | Sex & Drugs & Rock & Roll                     | сульфатний душитель     |
| 2010 | ф  | Робін Гуд                                     | Robin Hood                                    | північанин              |
| 2010 | ф  |                                               | Another Year                                  | працівник               |
| 2010 | ф  | Гаррі Поттер і Смертельні реліквії: Частина 1 | Harry Potter and the Deathly Hallows – Part 1 | Емікус Керроу           |
| 2011 | ф  | Гаррі Поттер і Смертельні реліквії: Частина 2 | Harry Potter and the Deathly Hallows – Part 2 | Емікус Керроу           |
| 2011 | ф  |                                               | Intruders                                     | Інсталятор сигналізації |
| 2012 | ф  | Великі сподівання                             | Great Expectations                            | сержант                 |
| 2013 | ф  |                                               | The Selfish Giant                             | Джонні Джонс            |
| 2014 | ф  | Вартові галактики                             | Guardians of the Galaxy                       | пілот-спустошувач       |
| 2014 | ф  | Kingsman: Таємна служба                       | Kingsman: The Secret Service                  | поліцейський            |
| 2015 | ф  | Відьма                                        | The Witch                                     | Вільям                  |
| 2016 | ф  | Мисливець і Снігова королева                  | The Huntsman: Winter's War                    | бармен                  |
| 2017 | ф  |                                               | Soundtrack                                    | Марк                    |
| 2017 | ф  | Зоряні війни: Останні джедаї                  | Star Wars: The Last Jedi                      | полковник Ансів Гармут  |
| 2018 | ф  | Погоня за ураганом                            | The Hurricane Heist                           | Перкінс                 |
| 2018 | ф  | Першому гравцю приготуватися                  | Ready Player One                              | Рік                     |
| 2018 | ф  | Балада Бастера Скраґґса                       | The Ballad of Buster Scruggs                  | людина в чорному        |
| 2020 | ф  | Подорож доктора Дулітла                       | The Voyage of Doctor Dolittle                 | Арнелл Стуббінс         |
| 2020 | ф  | Лялька 2: Брамс                               | Brahms: The Boy II                            | Джозеф                  |
| 2020 | ф  | Дублінські дебошири                           | Here Are the Young Men                        | містер Ландертон        |
| 2021 | ф  | Край Світу                                    | Edge of the World                             | сер Едвард Біч          |
| 2021 | ф  | Всі говорять про Джеймі                       | Everybody's Talking About Jamie               | Уейн Нью                |
| 2021 | ф  | Пороховий коктейль                            | Gunpowder Milkshake                           | Джим МакАлестер         |
| 2021 | ф  | Легенда про Зеленого лицаря                   | The Green Knight                              | Зелений лицар           |
| 2021 | ф  | Макбет                                        | The Tragedy of Macbeth                        | капітан                 |
| 2022 | ф  | Варяг                                         | The Northman                                  | Володимир               |
| 2022 | ф  | Кетрін, на прізвисько Пташка                  | Catherine, Called Birdy                       | Golden Tiger            |
| 2023 | ф  | Екзорцист Ватикану                            | The Pope's Exorcist                           | Асмодей (голос)         |
| 2023 | ф  | Мізантроп                                     | To Catch a Killer                             | Дін Поссі               |
| 2023 | ф  | Творець                                       | The Creator                                   | генерал Ендрюс          |
| 2024 | ф  | Омен: Початок                                 | The First Omen                                | отець Бреннан           |
| 2024 | ф  | Носферату                                     | Nosferatu                                     | доктор Вільгельм Сіверс |
| 2025 | ф  | Фантастична четвірка: Перші кроки             | The Fantastic Four                            | Ґалактус                |
| 2025 | ф  | Франкенштейн                                  | Frankenstein                                  | професор Кремп          |

### Телебачення
| Рік       |    | Українська назва              | Оригінальна назва                   | Роль                                                                  |
| --------- | -- | ----------------------------- | ----------------------------------- | --------------------------------------------------------------------- |
| 1993      | с  |                               | Spender                             | Алекс                                                                 |
| 1993—2009 | с  |                               | The Bill                            | Дерек Кру Біллі Вайлі Пол Гібсон Алан Трент Роберт Кармайкл Грег Сімм |
| 1996      | с  | Це життя                      | This Life                           | Джессоп                                                               |
| 2001—2003 | с  | Офіс                          | The Office                          | Кріс Фінч                                                             |
| 2004      | с  | Книгарня Блека                | Black Books                         | Річард (голос)                                                        |
| 2005      | с  | Вбивство в передмісті         | Murder in Suburbia                  | Вільям Маршал                                                         |
| 2005      | с  | Вулиця коронації              | Coronation Street                   | Зак                                                                   |
| 2008      | с  | Пробудження мертвих           | Waking the Dead                     | Френк Монк                                                            |
| 2010      | с  | The IT Crowd                  | The IT Crowd                        | Пол                                                                   |
| 2010      | с  | Пригоди Мерліна               | Merlin                              | Ярл                                                                   |
| 2012      | с  | Гра престолів                 | Game of Thrones                     | Дагмер Щербатий                                                       |
| 2012      | с  | Титанік                       | Titanic                             | Стюард Харт                                                           |
| 2014      | с  | Інспектор Джордж Джентлі      | Inspector George Gently             | Артур Хокс                                                            |
| 2016      | с  | Гострі картузи                | Peaky Blinders                      | Коннор Натлі                                                          |
| 2017      | с  | Шерлок                        | Sherlock                            | Вінс                                                                  |
| 2017      | мс | Зоряна принцеса проти сил зла | Star vs. the Forces of Evil         | Демонцист (голос)                                                     |
| 2019      | с  | Чорнобиль                     | Chernobyl                           | генерал Тараканов                                                     |
| 2019      | с  | Темний кристал: Доба спротиву | The Dark Crystal: Age of Resistance | скекМал,Гантер                                                        |
| 2019      | с  |                               | The Capture                         | Алекс Бойд                                                            |
| 2022      | с  |                               | Trigger Point                       | Брегман                                                               |
| 2022      | с  | Віллоу                        | Willow                              | командир Баллантайн                                                   |
| 2023      | мс | Легенда про Vox Machina       | The Legend of Vox Machina           | Кевдак (голос)                                                        |

### Відеоігри
| Рік  |    | Українська назва                              | Оригінальна назва                             | Роль             |
| ---- | -- | --------------------------------------------- | --------------------------------------------- | ---------------- |
| 2011 | вг | Harry Potter and the Deathly Hallows – Part 2 | Harry Potter and the Deathly Hallows – Part 2 | Емікус Керроу    |
| 2013 | вг | Assassin's Creed IV: Black Flag               | Assassin's Creed IV: Black Flag               | Чарльз Вейн      |
| 2023 | вг | Diablo IV                                     | Diablo IV                                     | Лорат Нар        |
| 2023 | вг | Final Fantasy XVI                             | Final Fantasy XVI                             | Сідолфус Теламон |

## Особисте життя
Він є фанатом «Лідс Юнайтед».